# St.-Marien-Kirche (Thunum)

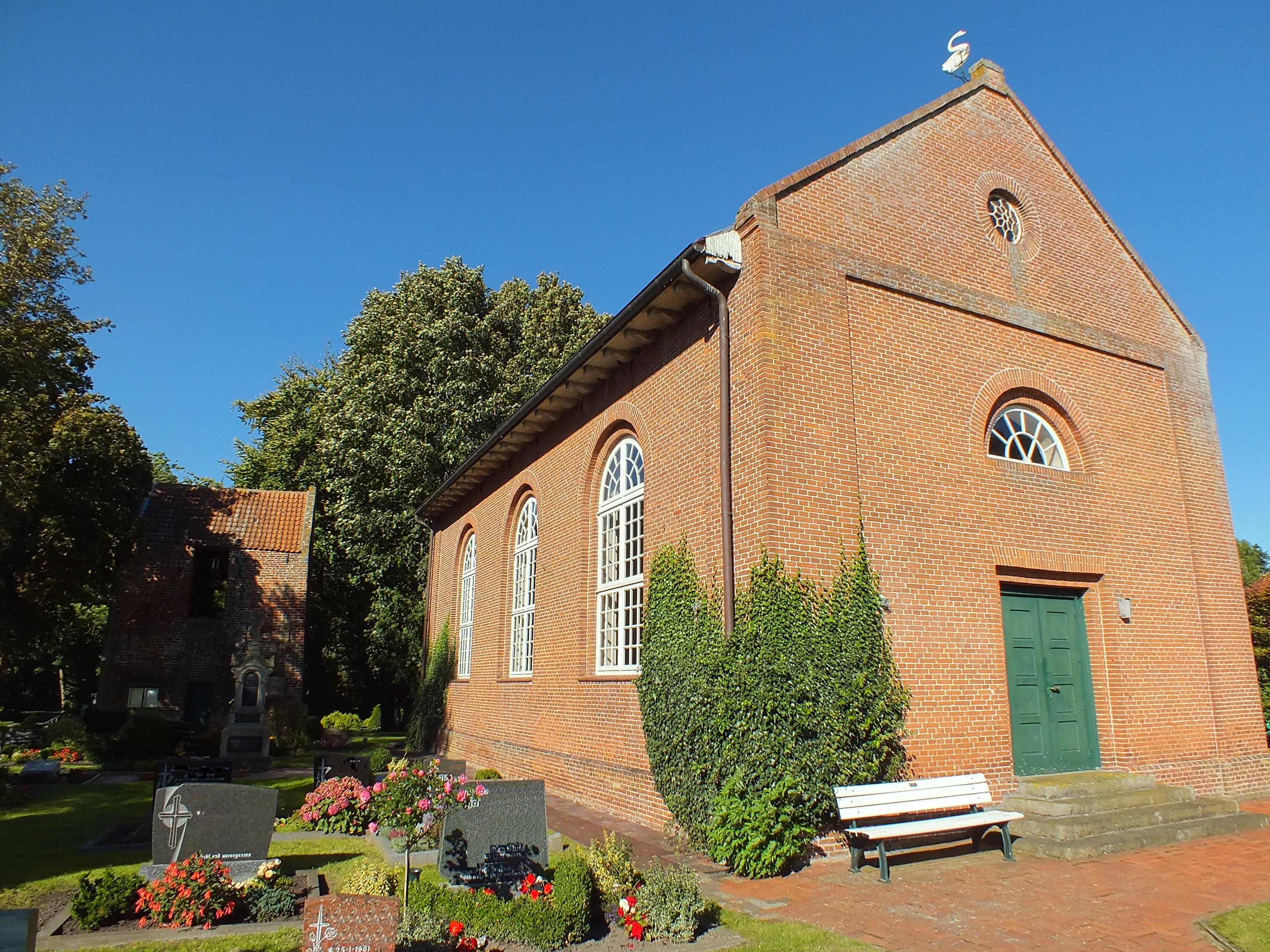
St.-Marien-Kirche

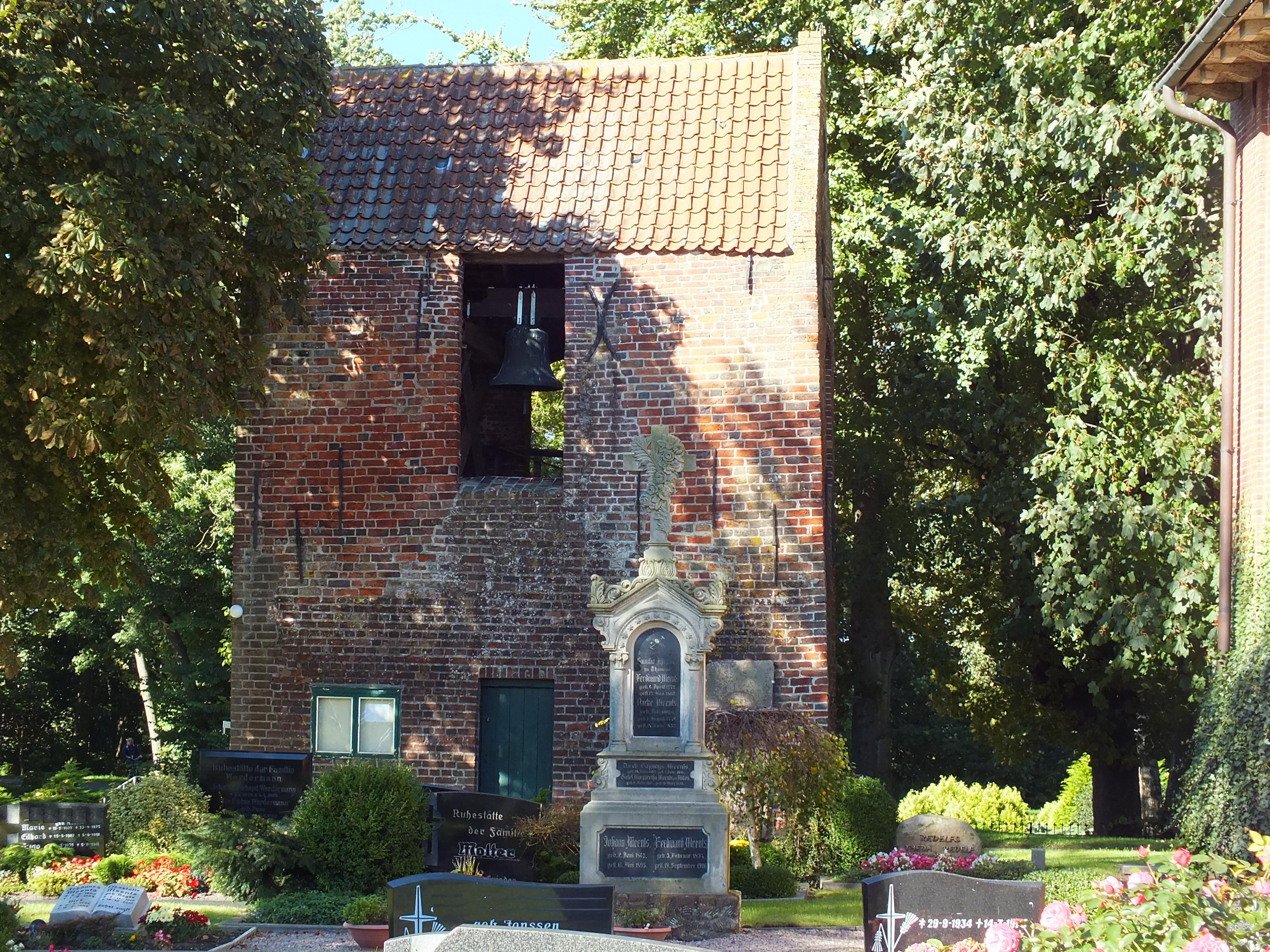
Glockenturm

Die evangelisch-lutherische St.-Marien-Kirche steht in Thunum, einem Ort in der Gemeinde Stedesdorf, die Teil der ostfriesischen Samtgemeinde Esens ist. Sie wurde im Jahr 1842, während der Glockenturm auf das 13. Jahrhundert zurückgeht.

## Geschichte
Die Kirche hatte mindestens zwei Vorgängerbauten. Der erste war größer und wurde vermutlich im 13. Jahrhundert aus gewölbten Tuffsteinen errichtet. Von diesem Bau ist lediglich der im Südwesten, abseits der Kirche stehende Glockenstuhl des geschlossenen Typs erhalten. Am Turm ist die älteste datierte Grabplatte Ostfrieslands erhalten, die auf den Tod des Häuptling Ede (Edo) Reentzen im Jahr 1394 hinweist. Vor der Reformation versahen an der Kirche zwei Geistliche ihren Dienst, von denen der eine den Titel Vikar führte.
Das zweite Gotteshaus wurde wahrscheinlich 1558 errichtet und wurde in seinem westlichen Teil aus Tuffstein ausgeführt, der wohl von der Vorgängerkirche übernommen wurde. Das Gebäude war etwa 27 Meter lang und etwa 7 Meter breit. Im 19. Jahrhundert war auch dieses Bauwerk so baufällig, dass es abgerissen werden musste. Anschließend wurde 1842 die heutige Kirche errichtet.
Die Kirchengemeinde Thunum fusionierte 1971 mit Stedesdorf zur Kirchengemeinde Stedesdorf mit insgesamt 1400 Mitgliedern.

## Ausstattung

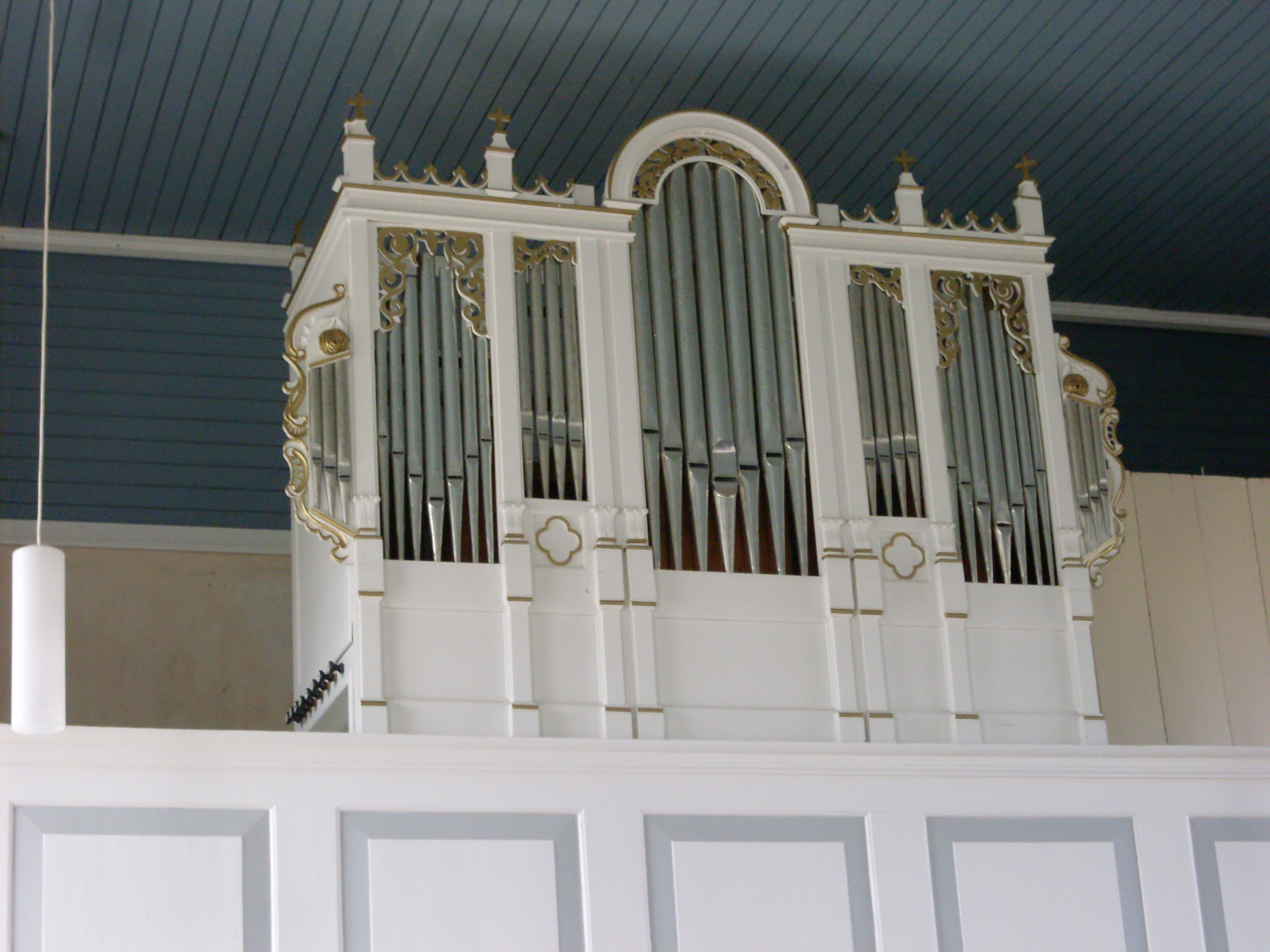
Die Orgel

Der Innenraum ist nach oben mit einer Voutendecke abgeschlossen.
Die Kanzel befindet sich in Thunum über dem Altar. Verkündigung und Sakrament werden so symbolisch verbunden. Vor dem Altar befindet sich im Boden liegend eine Grabplatte aus Blaustein. Sie ist dem Rector und Pastor Onno Gruben zu Thunum gewidmet, der im Jahre 1731 gestorben ist. Aus der Vorgängerkirche wurde die Grabplatte des 1394 verstorbenen Häuptlings Edo Reentzen am Glockenturm angebracht. Zudem wurden zwei Ölgemälde aus dem 17. Jahrhundert und zwei Totenschilde der Familie Glan übernommen. Die beiden Epitaphe sind dem Freiherrn von Glan († 1718) und Isabella von Glan († 1771) gewidmet.
Die Holztaufe ist ein Werk des 19. Jahrhunderts.

## Orgel
Die Orgel wurde im Jahr 1855 von dem Orgelbauer Arnold Rohlfs erbaut. 1898 ersetzte Johann Diepenbrock ein Register. Max Maucher erneuerte 1924 die Manualklaviatur und das Gebläse und tauschte ein Register aus. Die Firma Alfred Führer führte 1985 eine Restaurierung durch. Das Instrument verfügt über sechs Register auf einem Manual, von denen vier überwiegend original erhalten sind. Das angehängte Pedal ist wie in der Westerburer Kirche ein sog. Messerrückenpedal. Die disposition lautet wie folgt:
| I Manual C–f3 |    |
| Gedackt       | 8′ |
| Flöte travers | 8′ |
| Principal     | 4′ |
| Flöte travers | 4′ |
| Waldflöte     | 2′ |
| Dulcian       | 8′ |

| Pedal C–a0 |
| angehängt  |